# Stadt (Frankreich)
Eine Stadt (französisch ville) ist nach französischem Recht, anders als im deutschsprachigen Sinne, keine Verwaltungseinheit, sondern eine Statistikeinheit.
Unterschieden werden zwei Formen: Ville isolée und Ville-centre.

## Unité urbaine
Die Unité urbaine ist der übergeordnete Begriff für beide Formen der villes.

## Ville isolée
Wenn eine Unité urbaine aus einer einzigen Gemeinde besteht, wird sie als Ville isolée bezeichnet.

## Ville-centre
Wenn sich eine Unité urbaine aus mehreren Gemeinden zusammensetzt, spricht man von einer Multi-Kommunal-Agglomeration. Die Gemeinden, aus denen sie besteht, sind entweder Städte oder Vororte. Wenn eine Gemeinde mehr als 50 % der Bevölkerung der multikommunalen Agglomeration ausmacht, ist sie eine Ville-centre. Ansonsten sind alle Gemeinden, die mehr als 50 % der Einwohnerzahl der bevölkerungsreichsten Gemeinde haben, villes-centres. Die übrigen Gemeinden bilden die Vororte.

## Ville de Paris
Die Ville de Paris ist, anders als die Bezeichnung vermuten lässt, keine ville im statistischen Sinn. sondern eine Gebietskörperschaft, die die Kompetenzen eines Départements und einer Gemeinde vereint.